# Dhouha Ben Othman
Pour les articles homonymes, voir Ben Othman.
Dhouha Ben Othman, née le 4 juillet 1987, est une karatéka tunisienne.

## Carrière
Dhouha Ben Othman est médaillée d'or en kumite dans la catégorie des moins de 55 kg aux Jeux méditerranéens de 2009 à Pescara. Elle est médaillée d'argent des moins de 55 kg aux championnats d'Afrique 2010 au Cap ainsi qu'aux Jeux africains de 2011 à Maputo, et médaillée de bronze dans la même catégorie aux championnats d'Afrique 2012 à Rabat.